# Leonardo Cardoso
Leonardo Cardoso, auch genannt Nadinho, (* 24. August 1930 in Alagoinhas; † 20. Januar 2022) war ein brasilianischer Fußballspieler. Er wurde auf der Position eines Torwarts eingesetzt. Er war 1959 Teil der Mannschaft des EC Bahia, welche die erste brasilianische Meisterschaft gewann.

## Karriere
Nadinho begann seine Profilaufbahn 1950 beim EC Vitória aus Salvador (Bahia). Bei Vitória konnte er, unter dem ehemaligen argentinischen Nationalspieler Carlos Volante als Trainer, mit dem Sieg der Staatsmeisterschaft von Bahia 1953 seinen ersten Erfolg feiern. 1955 wechselte Nadinho zum Bangu AC nach Rio de Janeiro. Bei Bangu spielte er mit Nationalspielern wie Zizinho, Zózimo und Décio Esteves. Mit diesen gewann er 1957 verschiedene Einladungsturniere.
Nach 47 Spielen für Bangu ging er drei Jahre später zurück nach Salvador, wo er beim Lokalrivalen von Vitória dem EC Bahia unterschrieb. Mit Bahia konnte er 1958 auch die Staatsmeisterschaft gewinnen. Ein Erfolg, den er hier noch fünfmal feiern konnte. Mit dem Sieg 1958 qualifizierte sich der Klub für die erste Austragung der Taça Brasil. In dem Wettbewerb 1959 erreichte Bahia das Finale, wo es auf eine zu der Zeit besten Mannschaften, den FC Santos mit dem Weltklassespieler Pelé traf. Im Hinspiel bei Santos am 10. Dezember gelang Bahia mit 2:3 ein Sieg. Das Rückspiel bei Bahia am 30. Dezember konnte Santos mit 0:2 für sich entscheiden. Somit musste die Entscheidung in einem dritten Spiel herbeigeführt werden. Dieses fand am 29. März 1960 auf einem neutralen Platz im Maracanã (Rio de Janeiro) statt. Auch wenn Santos ohne Pelé antreten musste, galt die Auswahl als hervorragend besetzt und Coutinho konnte in der 27. Minute Nadinho bezwingen. Danach war Santos nicht mehr erfolgreich. Dafür allerdings Bahia mit Vicente (37.), Léo Briglia (46.) und Alencar (76.). Durch das 3:1 gewann Bahia die erste brasilianische Meisterschaft. In dem Wettbewerb kassierte Nadinho in 15 Spielen 18 Gegentore. Durchschnittlich 1,2 Tore pro Spiel, eine hervorragende Zahl für die Saison, da die durchschnittliche Anzahl der Tore im Taça 2,86 betrug.
Durch den Titelgewinn in der Taça Brasil war Bahia der erste brasilianische Klub, welcher an einer Ausgabe der Copa Libertadores teilnahm. In der Austragung von 1960 wurde Nadinho damit der erste brasilianische Torhüter der in diesem Wettbewerb antrat. In der ersten Runde traf man auf San Lorenzo de Almagro aus Argentinien. Nach Hin- und Rückspiel stand 5:3 für die Argentinier und Bahia schied aus.
In der nationalen Meisterschaft kam er mit dem Klub noch zweimal (1961 und 1963) ins Finale. Beide Male traf er wieder auf Santos. Beide Finals verlor Bahia. Durch die Vizemeisterschaft 1963 qualifizierte Nadinho sich mit Bahia für die Libertadores 1964. Hier schied man aber bereits in der Qualifikationsrunde aus. Nach zehn Jahren bei Bahia beendete Nadinho am Ende der Saison 1967 seine aktive Laufbahn. Bis dahin bestritt er für den Klub 377 Spiele.
Nadinho verstarb am 20. Januar 2022 im Alter von 91 Jahren an den Folgen von COVID-19.

### Trivia
Nadinho lebte 2020 mit seiner Frau Tereza in Itapuã vom Ruhestandsgehalt eines Sportlehrers und war auf die finanzielle Hilfe seiner Kinder angewiesen. Nadinhos Frau erzählte in einem Interview 2020, dass Bahia keine Hilfe anböte und der sie nicht kontaktiert. Sie meinte, dass Bahia Nadinho vergessen zu haben scheint. Der Klub bestritt dieses jedoch und verwies darauf, dass Nadinho zu einer Veranstaltung zu seinen Ehren eingeladen wurde, dieser aber nicht teilnahm.
Zu dem Erfolg von 1959 befragte, sagte Nadinho: „Für mich, der ich bereits ein Veteran im Fußball war, war das normal“.
Lessa, seinen Vorgänger bei Bahia hielt Nadinho für den besseren Torhüter. Diesen lobte er insbesondere dafür, dass dieser ohne Probleme auch Paraden am Boden durchführte. Er selbst hasste es sich auf den Boden zu werfen.
Während seiner Reisen mit Bahia studierte Nadinho von 1963 bis 1968 Rechtswissenschaft.

## Erfolge
Vitória
- Staatsmeisterschaft von Bahia: 1953

Bangu
- Torneio Triangular Internacional do Equador: 1957
- Torneio Triangular de Porto Alegre: 1957
- Torneio Quadrangular do Rio de Janeiro: 1957

Bahia
- Staatsmeisterschaft von Bahia: 1958, 1959, 1960, 1961, 1962, 1967
- Taça Brasil Meister: 1959
- Torneio Amizade: 1959
- Taça Brasil Vize-Meister: 1961, 1963
- Torneio Quadrangular de Salvador: 1960, 1961–I, 1961–II